# Roger Ekirch
Arthur Roger Ekirch (Washington D. C., 6 de febrero de 1950), conocido como Roger Ekirch, es un historiador y divulgador estadounidense. Es especialmente relevante por su investigación pionera en el sueño bifásico y polifásico en las sociedades preindustriales, ámbito en el que publicó el galardonado libro de 2005 At Day's Close: Night in Times Past.

## Publicaciones selectas
- "Poor Carolina": Politics and society in Colonial North Carolina, 1729-1776 (University of North Carolina Press, 1981)
- Bound for America: The Transportation of British Convicts to the Colonies, 1718-1775 (Oxford University Press, 1987)
- "Sleep We Have Lost: Pre-Industrial Slumber in the British Isles", (The American Historical Review, 2001)
- At Day's Close: Night in Times Past (W.W. Norton, 2005)
- Birthright: The True Story of the Kidnapping of Jemmy Annesley (W.W. Norton, 2010)
- "The Modernization of Western Slumber: Or, Does Insomnia Have a History?", (revista Past and Present, 2015)
- "Segmented Sleep in Preindustrial Societies" (Sleep, 2016)
- American Sanctuary: Mutiny, Martyrdom, and National Identity in the Age of Revolution (Pantheon, 2017)
- "What Sleep Research Can Learn From History" (revista Sleep Health, 2018)
- La Grande Transformation du Sommeil: Comment la Revolution Indsustrielle a Boulverse Nos Nuits (Editions Amersterdam, 2021)